# Semën Poltavskij
Semën Vladimirovič Poltavskij (in russo Семён Владимирович Полтавский?, in ucraino Семен Володимирович Полтавський?, Semen Volodymyrovyč Poltavs'kyj; Odessa, 8 febbraio 1981) è un ex pallavolista ucraino naturalizzato russo.